# Al-Qastal, Jerusalén
Al-Qastal ("Kastel", en árabe: القسطل‎) fue un pueblo palestino ubicado a ocho kilómetros al oeste de Jerusalén cuyo nombre provenía de un castillo de la época de las Cruzadas que se encontraba en su cima. El pueblo fue usado como base militar por el Santo Ejército, una guerrilla palestina en tiempos del Mandato británico de Palestina, y fue capturado poco antes de la Guerra árabe-israelí de 1948 por el Palmaj, que expulsó a todos sus habitantes.

## Historia

### Las Cruzadas
Un castillo cruzado llamado Belveer o Beauverium se construyó en la cima de esta colina en el año 1168 d. C., y aparece en el listado de castillos destruidos por el sultán al-Adil I entre 1191 y 1192. A día de hoy no quedan restos del castillo. Heraclio de Auvernia, Patriarca de Jerusalén, menciona el castillo de Belveer en una carta fechada en septiembre de 1187, en la que describe la matanza de cristianos "por la espada de Mafumetus el Infiel y su maligno adorador Saladino", así como la conquista árabe de la ciudad, que fue renombrada como Qastal.

### Periodo otomano
En 1838, el-Kustul aparece citado como un pueblo musulmán, parte del área de Beni Malik, ubicada al oeste de Jerusalén.
En 1863, Victor Guérin encontró edificios modernos construidos sobre antiguas ruinas. Dejó constancia de que el pueblo pertenecía al clan Abu Ghosh. Un listado de pueblos otomano de cerca el año 1870 registró que Kastal tenía una población de 10 habitantes viviendo en 5 casas, aunque este censo, al tener un carácter militar, incluía solamente a los hombres.
En 1883, al-Qastal aparece descrito como "un pequeño pueblo de piedra en una posición llamativa en un la cima de una colina pedregosa" con manantiales hacia el este.
En 1896, la población de El-kastal se calculó en aproximadamente 39 personas.

### Mandato británico de Palestina
En el censo de Palestina de 1922, llevado a cabo por las autoridades del Mandato británico de Palestina, Qastal tenía una población de 43 habitantes, todos ellos musulmanes, que había aumentado en el censo de 1931 a 59 habitantes; 55 musulmanes y 4 cristianos, que habitaban un total de 14 casas.
Hacia 1944 o 1945, el pueblo tenía una población de 90 musulmanes y una superficie de 42 dunums (4,2 hectáreas) de tierra destinada al cultivo de cereales y 169 dunums (16,9 hectáreas) dedicadas al regadío o a huertas, incluidos 50 dunams de olivares.

### Destrucción y expulsión de sus habitantes
En 1948, al-Qastal ocupaba una posición clave en la carretera entre Jaffa y Jerusalén y fue utilizado como base por las fuerzas árabes para hostigar los convoyes de rescate judíos que intentaban romper el sitio de los barrios judíos de Jerusalén. Con este objeto, el Santo Ejército de Abdelkader al-Husayni, comandante del sector de las colinas de Jerusalén, ocupó el cerro.
El pueblo fue atacado por la Brigada Harel de las Palmaj (las tropas de choque del ejército judío) y por dos escuadrones de la Haganá (el ejército regular judío) durante la denominada Operación Najshón, después de que una serie de ataques previos de la propia Haganá hubiesen causado la huida de la mayoría de sus habitantes. Las tropas de las Palmaj ocuparon el pueblo el 3 de abril y su comandante solicitó permiso para demolerlo, aunque se le denegó dicho permiso. Según el historiador israelí Danny Rubinstein, la toma de al-Qastal supuso la primera vez que las tropas judías ocupaban una población árabe para quedarse en ella.
Tras una reunión en Damasco en la que un comité de representantes de países árabes negaron cualquier tipo de ayuda a Abdelkader al-Husayni, fuerzas palestinas encabezadas por este atacaron y asediaron a las tropas de la Haganá en Al-Qastal el 7 de abril de 1948. A la noche siguiente, en un extraño incidente, el propio al-Husayni se desorientó por la escasa luz y saludó en inglés a dos jóvenes que se encontraban cerca de una casa. Estos, dos centinelas de la Haganá, le respondieron en árabe, pero cuando al-Husayni se acercó a ellos lo acribillaron con una ametralladora. Sin embargo, ni los acompañantes de al-Husayni dieron noticia de su muerte ni los centinelas supieron de su identidad, por lo que su cadáver quedó donde cayó. El 8 de abril se organizó una gran partida de jóvenes árabes de toda la zona de Jerusalén para acudir a rescatar a su líder. El ataque a al-Qastal concluyó con la toma de la colina y el pueblo y con numerosas bajas para la Haganá, entre ellas uno de los centinelas que había disparado contra al-Husayni. Sin embargo, cuando se descubrió el cadáver de Al-Husayni se hundió la moral de sus tropas. Muchos de los que habían tomado Al-Qastal dejaron sus posiciones el viernes 9 de abril para atender al funeral de al-Husayni en la Mezquita de al-Aqsa. Fue durante el entierron de al-Husayni cuando las primeras noticias de la masacre de Deir Yassin llegaron a Jerusalén, y la conjunción de ambas noticias comenzó a sembrar el pánico en la ciudad. Las tropas de la Palmaj pudieron retomar un pueblo casi completamente vacío la noche del 8 al 9 de abril, volando la mayoría de las casas, expulsando a los habitantes restantes y estableciendo un puesto de mando en la colina, que desde aquel momento consiguieron mantener hasta el final de la guerra.

### Tras la destrucción
La mayoría de los refugiados que fueron expulsados de Al-Qastal se instalaron en una misma calle de al Azariyeh, una localidad palestina a unos tres kilómetros de Jerusalén. Siguiendo la costumbre israelí de construir nuevas poblaciones judías sobre los restos de antiguos pueblos y aldeas árabes, Mevaseret Sion se erigió en las tierras donde anteriormente había estado Al-Qastal.

## Galería

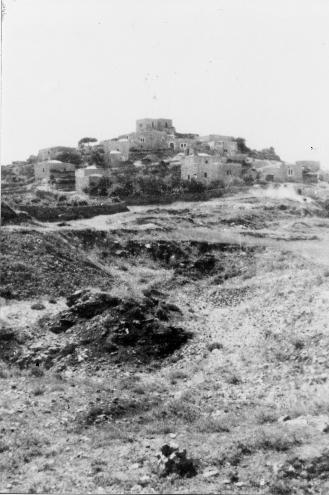
Vista de Qastal antes de la Operación Najshon.
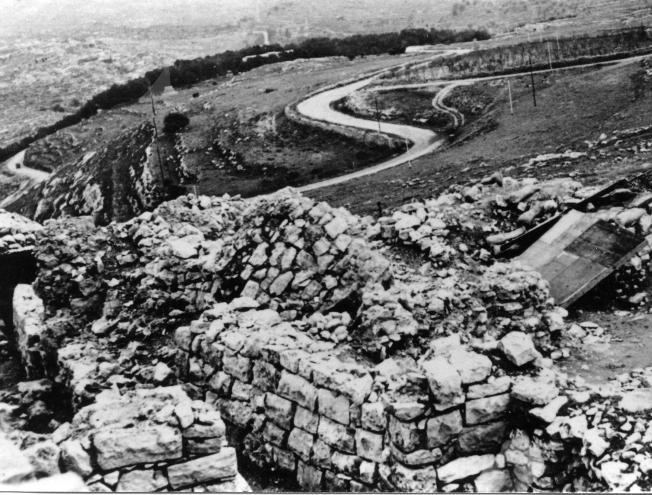
Vista de la carretera de Qastal
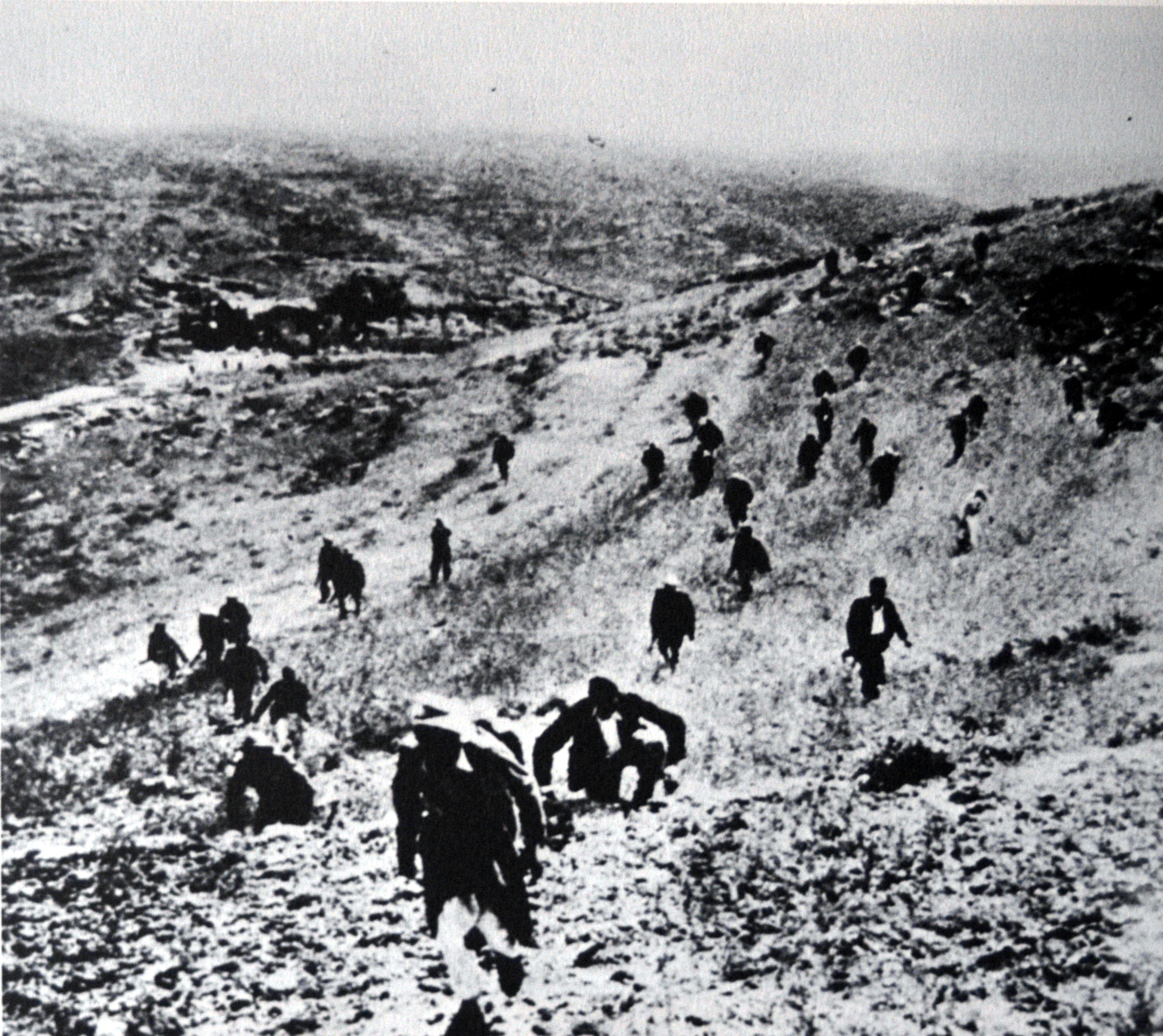
Milicianos palestinos llevando a cabo un contraataque sobre las posiciones de la Haganá entre el 7 y el 8 de abril de 1948.
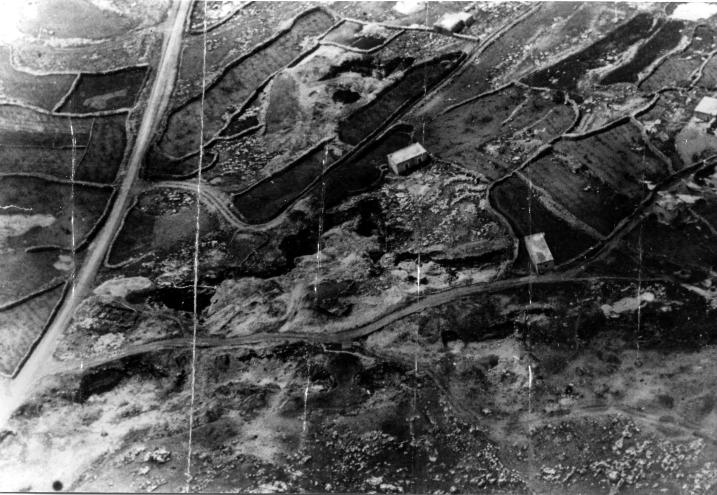
Vista aérea de Al-Qastal, 1948.
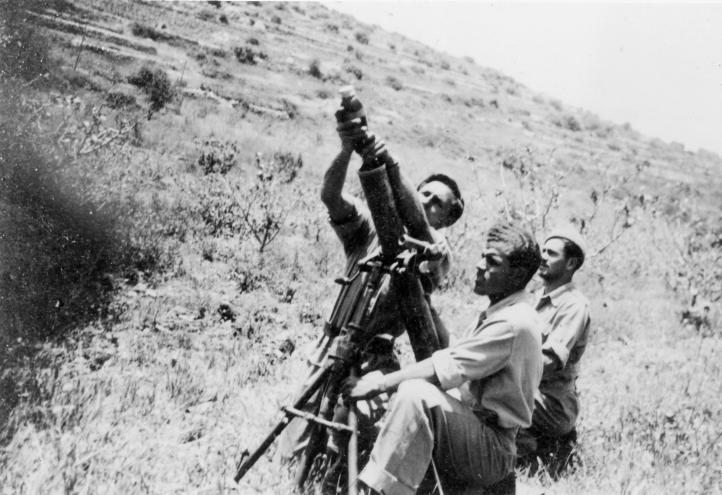
Mortero de la Brigada Harel durante la batalla por Al-Qastal.
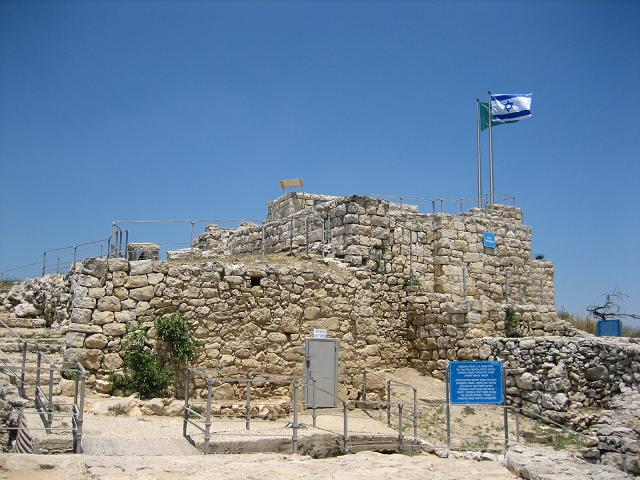
Fortaleza de Castel, 2006.